# Armando Montes de Peralta
Armando Montes de Peralta fue un hacendado y político peruano. Fue miembro del Congreso Constituyente de 1931 y Ministro de Salud del Perú entre 1935 y 1936 durante el gobierno del General Oscar R. Benavides.

## Biografía
Hijo de José Abel Montes, propietario de la hacienda "La Estrella" en la provincia de Anta, fue dueño de tierras en esa circunscripción y además fue socio fundador de la Fábrica de Tejidos de Lana "La Estrella S.A." junto con su padre y los señores José Emilio Carenzi Galezi, César de Luchi Lomellini y su hijo Carlos Lomellini. Esta fábrica fue la principal competidora de la Fábrica de Tejidos Lucre impulsada por la familia Garmendia en la provincia de Quispicanchi.
Participó en las elecciones generales de 1931 como candidato del Partido Descentralista y fue elegido como diputado constituyente por el departamento del Cusco. En 1939 se presentó como candidato a diputado por la Coalición Conservadora resultando electo como diputado por la provincia de Canas.
Durante su gestión fue designado por el presidente Oscar R. Benavides como el primer titular del recién creado Ministerio de Salud Pública, Trabajo y Previsión Social.
Se presentó a las elecciones generales de 1956 como candidato a la primera vicepresidencia en la lista encabezada por Hernando de Lavalle y García. Esta lista del partido Unidad Nacional y Convivencia Democrática quedó tercera en las elecciones obteniendo solo el 17.825% de los votos.